# Klinodaktylie

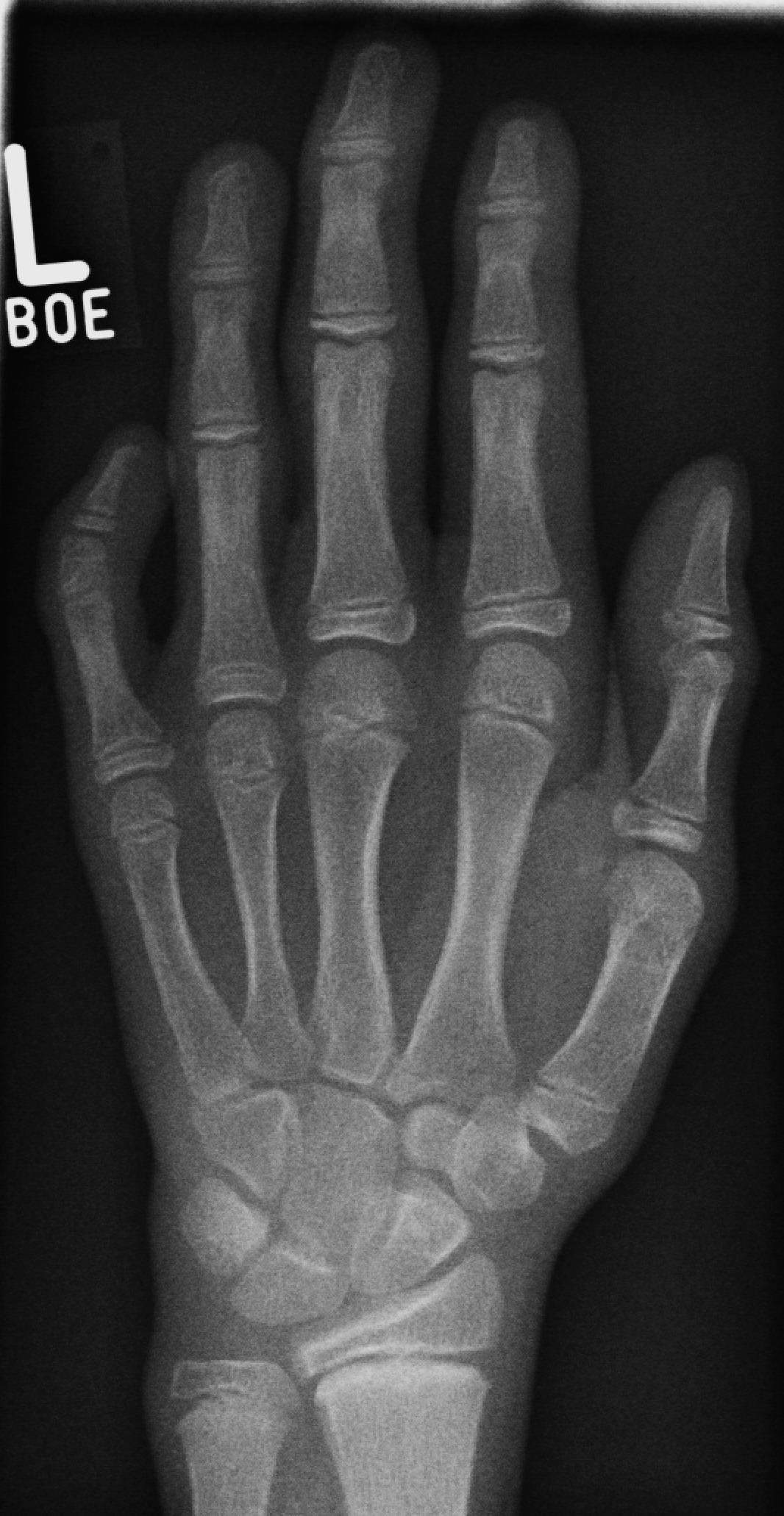
Klinodaktylie und Brachymesophalangie am Kleinfinger

Unter Klinodaktylie versteht man allgemein die in der Regel angeborene seitlich-winklige Abknickung eines Fingerglieds im Handskelett.
Man unterscheidet die
- Klinoteledaktylie: Abwinklung im Endgelenk (Distales Interphalangealgelenk)
- Klinomesodaktylie: Abwinklung im Mittelgelenk (Proximales Interphalangealgelenk)
- Klinobasodaktylie: Abwinklung im Grundgelenk (Metacarpophalangealgelenk)

Diese Auffälligkeit kann Symptom folgender Erkrankungen sein:
- Alagille-Syndrom
- Cohen-Syndrom
- De-Grouchy-Syndrom
- Ehlers-Danlos-Syndrom
- Fetales Alkoholsyndrom
- Atriodigitale Dysplasie (Herz-Hand-Syndrom Typ IV)
- Juberg-Hayward-Syndrom
- Juberg-Marsidi-Syndrom
- Kabuki-Syndrom
- Kranioektodermale Dysplasie
- Cornelia-de-Lange-Syndrom
- Mikrodeletionssyndrom 20p13
- Mutchinick-Syndrom
- Oro-fazio-digitales Syndrom Typ 1
- Peters-Plus-Syndrom
- Silver-Russell-Syndrom
- Trisomie 3
- Trisomie 8
- Trisomie 9p-Syndrom
- Down-Syndrom (Trisomie 21)
- Trisomie X